# ひょうたん島 (徳島県)
ひょうたん島（ひょうたんじま）は、徳島県徳島市の中心街をなす中州である。

## 概要
徳島平野東部に位置し、吉野川の分流の新町川・助任川・福島川に囲まれている。海には面していない。
市の行政上の地区としては内町地区（うちまちちく）と一致する。この地区は島南西部の内町（北は現一番町・南は新内町・西は元町・東は富田橋通り）から名をとっているが、現在では内町地区全体を内町と呼ぶことが多い。

## 島名の由来
島の形がひょうたんに似ているから
現在の徳島町城内・東出来島町境付近の古い地名「瓢箪島（ひょうたんじま）」より
とされる。1984年（昭和59年）、徳島市主催の「魅力あるまちづくり講演会」で徳島県建築士会青年部が「ひょうたん島ルネッサンス構想」を提言したのが最初とされる。
この島は、とくしま88景に選定された。

## 地理
最高所の城山（標高61.7m）を除くほぼ全域において、標高2m前後の低地がひろがる。かつては島内にも寺島川という河川が流れていたが、鉄道の敷設により姿を消した。
島を縦貫する国道192号や横断する国道11号が交通の軸となっており、それらが交わる徳島本町交差点は重要な交通の結節点となっている。また、島の中央部には高速バスや特急列車が発着する徳島駅が立地しており、重要な交通の拠点となっている。
島の東側半分には、徳島市の中心業務地区が形成されている。徳島本町交差点から元町交差点にかけてはオフィスビルが建ち並び、徳島駅の周囲にはショッピングセンターや百貨店が集まっている。島内の商業地（駅前・八百屋町付近）及び住宅地（合庁付近）の公示地価は、いずれも徳島県において最も高い。
徳島中央公園に加え、島を取り囲むように公園が整備されており、そこは様々な用途で市民に広く利用される（以下参照）。

## 歴史

### 近世
江戸時代にはこの島は北東部が徳島、南西部が寺島、北西部が出来島という3つの島に分かれていた。徳島・寺島と寺島の間には寺島川が流れ、徳島と出来島の間には瓢箪堀があった。徳島と寺島は徳島城の内廊だった。
出来島はかつては湿地帯で、近世までに埋め立てられた。瓢箪堀はその湿地帯の名残である。元は助任川に通じていたが、江戸時代初期に築堤されて流れが途絶え、葦原となった。瓢箪堀の近辺（現在の徳島町城内・東出来島町境付近）縦90歩×横120歩の武家地を「瓢箪島」と呼んだ。その名の由来は、堀の形が瓢箪形だったとも、堀の中に瓢箪形の小島があったとも言われる。
徳島・寺島・出来島・瓢箪島は城下町の中核をなし、常三島・福島・住吉島を加えて阿波の七島と呼ばれた。のちのひょうたん島はほぼ全域が武家屋となったが、内町は町屋となった。また南部の、現在の南内町・幸町3丁目・中洲町は新町川の河床だった。

### 近代
明治から段階的に、寺島川と瓢箪堀が埋め立てられ、1つの島となった。
徳島城跡（現 徳島町城内）は大半が徳島中央公園となった。城跡の一部が公園敷地からは除外されたが、大半は公共施設である。徳島城の東の旧徳島町（現在の徳島町とはやや異なる）は、公共施設や住宅地となった。
寺島には徳島駅が開設し、徳島市の玄関口として発展した。出来島は工場町となった。
島の南部の川床は、堆積により干潟となっていたのが埋め立てられ、徳島港が建設された（現在の徳島港は海岸にある）。

## 商業
内町地区は、新町地区とともに徳島市の中心市街地を構成している。その中心はJR徳島駅前であり、そごう徳島店やクレメントプラザなどの大型商業施設が集積し、駅前を中心にして一番町商店街、ポッポ街商店街、元町商店街といった商店街も伸びいて、徳島県最大の集積地となっている。
1970年代までは、徳島県最大の地場百貨店の丸新百貨店やダイエー徳島店、映画館が集まる新町地区のほうが栄えていたが、1983年（昭和58年）にそごうの入った徳島駅前再開発ビルアミコビルがオープンしてからは、内町地区のほうが栄えるようになった。

## 商業地区としての歴史

### 近代以前
藩政時代は、阿波藩の御用商人が集まる地区として栄えた。明治に入ると、新町地区のほうが商業の中心として栄えるようになり、相対的に地位が低下した。しかし、1899年（明治32年）に徳島駅が開業すると、徳島市の玄関口として栄えるようになり、商店が建ち並んだ。その後、路線バス路線も徳島駅を中心に整備され、内町地区は徳島市の公共交通機関のターミナルとして成長した。

### 終戦直後～高度経済成長期
1945年（昭和20年）の徳島空襲により、内町地区全域が焼失したが、戦後はいち早く復興し、昭和30年代に入ると徳島名店街や地場百貨店のつぼみや（閉店後は「徳島ビブレ」を経て、複合商業ビルの「ラスタ徳島」となったが、現在は空ビルが解体された）、南海ショッピングセンター（のちにとくしまCITY、現ダイワロイネットホテル徳島駅前）といった大型商業施設が相次いでオープンした。また、国道192号線（通称、国体道路）が整備され、沿道の八百屋町にはオフィスビルも建つようになった。
しかし、当時徳島県最大の繁華街として栄えていた新町地区と比較すると内町地区は規模が小さく、また、徳島駅前や藍場町（いわゆる藍場スラム）には空襲の焼け跡の闇市に由来するバラック街が未だ残り、駅前西地区の広大な部分を内町小学校が占めるなど、県庁所在地の駅前としては見劣りしており、土地利用が有効にできていないことが徳島市や市民の間で指摘されるようになった。
その後、バラック街は昭和40年代取り壊され、1971年（昭和46年）に駅前西側にポッポ街商店街が整備された。（藍場町には藍場浜公園、郷土文化会館（現、あわぎんホール）、その地下には市営駐車場が整備された。）

### アミコビル開業後
内町小学校の再開発は、1972年（昭和47年）に徳島商工会議所がまとめた徳島商業近代化計画で、中心市街地を駅前地区と新町地区を2つの核として整備、発展させるという「2眼レフ構想」が発表されたことが契機となってスタートし、紆余曲折を経て1979年（昭和54年）に主要テナントを大手百貨店のそごうに決定（詳細はそごう徳島店参照。）、1983年（昭和58年）、徳島駅前再開発ビルアミコビルとしてオープンした。この再開発の実現により、徳島駅前を中心とした内町地区の集客力は大幅にアップし、オープン後の1985年（昭和60年）には年間小売販売額で新町地区を上回った。
アミコビルオープン以降も、1993年（平成5年）にJR徳島駅ビル「徳島クレメントプラザ」が完成するなど、徳島駅前は順調な発展を続けた。最盛期の平成6年には年間小売販売額が866億円に達し、アミコオープン前（319億円）の約2.7倍となった。しかし、長引く景気低迷、2000年（平成12年）のそごう破綻とその後の経営改革による売上減少、2001年（平成13年）の県内初のシネマコンプレックスを備えたフジグラン北島（北島町）の開店をはじめとする、郊外の大型ショッピングセンターやロードサイド店舗の相次ぐ出店、高速道路網の整備や2009年（平成21年）3月28日から実施のETC休日特別割引などで高松や神戸や大阪への買い物客の増加などが原因となり、買い物客の減少が続いた。

## 現状
そごう徳島店やクレメントプラザ、とくしまCITY（現在は閉店）などの商業施設では共同でバーゲンを開催するなど、少しでも消費者が流出しないよう力を入れている。一方で新たな来客喚起のための開発は行なわれており、2006年（平成18年）に名店街ビルがリニューアルオープンし、タリーズコーヒー・スターバックス・餃子の王将・マツモトキヨシ（県内唯一）などの大手チェーン店が相次いで進出するなどしている。またそごう徳島店には、2010年（平成22年）10月にロフトが進出した。また、2012年1月、とくしまCITYに期間限定で東急ハンズが出店した。クレメントプラザやそごう徳島店のテナントの入れ替え、イベントも積極的に行われており、そごう徳島店では業績をアップさせるなどの効果も表れている。
2011年（平成23年）11月、隣町の藍住町にゆめタウン徳島がオープンした。店舗面積は40000m2と、アミコビルを上回って県下最大の大型商業施設であり、160店のテナントのうち半数以上を徳島県内初や四国初のテナントが占めている。関西など県外への消費流出を食い止め、商業の活性化が期待される一方、中心市街地の衰退を加速させるのではないかと懸念されている。徳島駅前の大型商業施設は、テナントの充実などの対抗策に出ている。
2012年（平成24年）春には、アミコビルに徳島市立図書館が移転オープンした。蔵書数を大幅に増やし、開館時間を21時とするなど、これまでの図書館に比べ、利便性は大きく向上し、中心市街地の賑わいづくりに一役買うのではないかと期待されている。また、地元経済団体の徳島ニュービジネス協議会が、徳島駅北側の国有地と市有地に、サッカーをメーンとする球技場や商業施設を備えた複合施設「街中スタジアム」を建設する構想を打ち出し、2012年（平成24年）元日の徳島新聞で報道された。

## 商業施設・商店街

### 主な商業施設
- 徳島駅前再開発ビルアミコビル　：そごう徳島店、アミコ専門店街が入居。
- 徳島クレメントプラザ : 徳島駅ビルに入居。
- ダイワロイネットホテル徳島駅前 : 宿泊者以外も利用可能な店舗も入居している、旧とくしまCITY跡地
- 徳島名店街
- フレシアとくしま

### 主な商店街
- 一番町商店街
- ポッポ街商店街
- 元町商店街

## 施設
徳島県庁の前に、ケンチョピアと呼ばれるヨットの係留施設がある。クリスマス期間中はヨットに施された電飾が輝く。
散歩やデート、阿波踊りの練習等に用いられている。

## イベント
阿波おどりや阿波の狸まつり、はな・はる・フェスタ、徳島ひょうたん島水都祭、寒中水泳大会等が催される。また、クリスマスになると、公園に居る子供にプレゼントを渡すために、船に乗ったサンタクロースが現れる。
島を一周する無料のひょうたん島一周遊覧船が、NPO法人新町川を守る会により運航されている。
フリーマーケットが休日に行われている。

## 町番

### 徳島
- 徳島町 1～3丁目・城内
- 徳島本町 1～3丁目
- 中徳島町 1～2丁目
- 新蔵町 1～3丁目
- 中洲町 1～3丁目

### 寺島
- 幸町 1～3丁目
- 寺島本町東 1～3丁目
- 寺島本町西 1～2丁目
- 元町 1～2丁目
- 藍場町 1～2丁目
- 一番町 1～3丁目
- 八百屋町 1～3丁目
- 通町 1～3丁目
- 中通町 1～3丁目
- 新内町 1～2丁目
- 南内町 1～3丁目
- 両国本町 1～2丁目

### 出来島
- 出来島本町 1～4丁目
- 東出来島町
- 南出来島町 1～2丁目
- 北出来島町 1～2丁目

## 橋
※印は歩行者専用または歩行者・軽車両専用。

### 島外との間
ひょうたん島一周遊覧船の航路に沿って時計回りに記す。
- ふれあい橋 ※
- 新町橋
- 春日橋
- あいせん橋 ※
- 仁心橋
- 佐古大橋
- 三ツ合橋
- 前川橋
- 西の丸橋
- 徳島中央公園歩道橋（前川橋水管橋） ※
- 助任橋
- 助任新橋
- 徳住橋
- 福島橋
- 福島新橋
- 中洲みなと橋
- かちどき橋
- 富田橋
- 両国橋

### 島内
- 下乗橋 ※
- 数寄屋橋 ※
- 城の内橋 ※

## 画像
島内にある観光スポットや風景の画像。

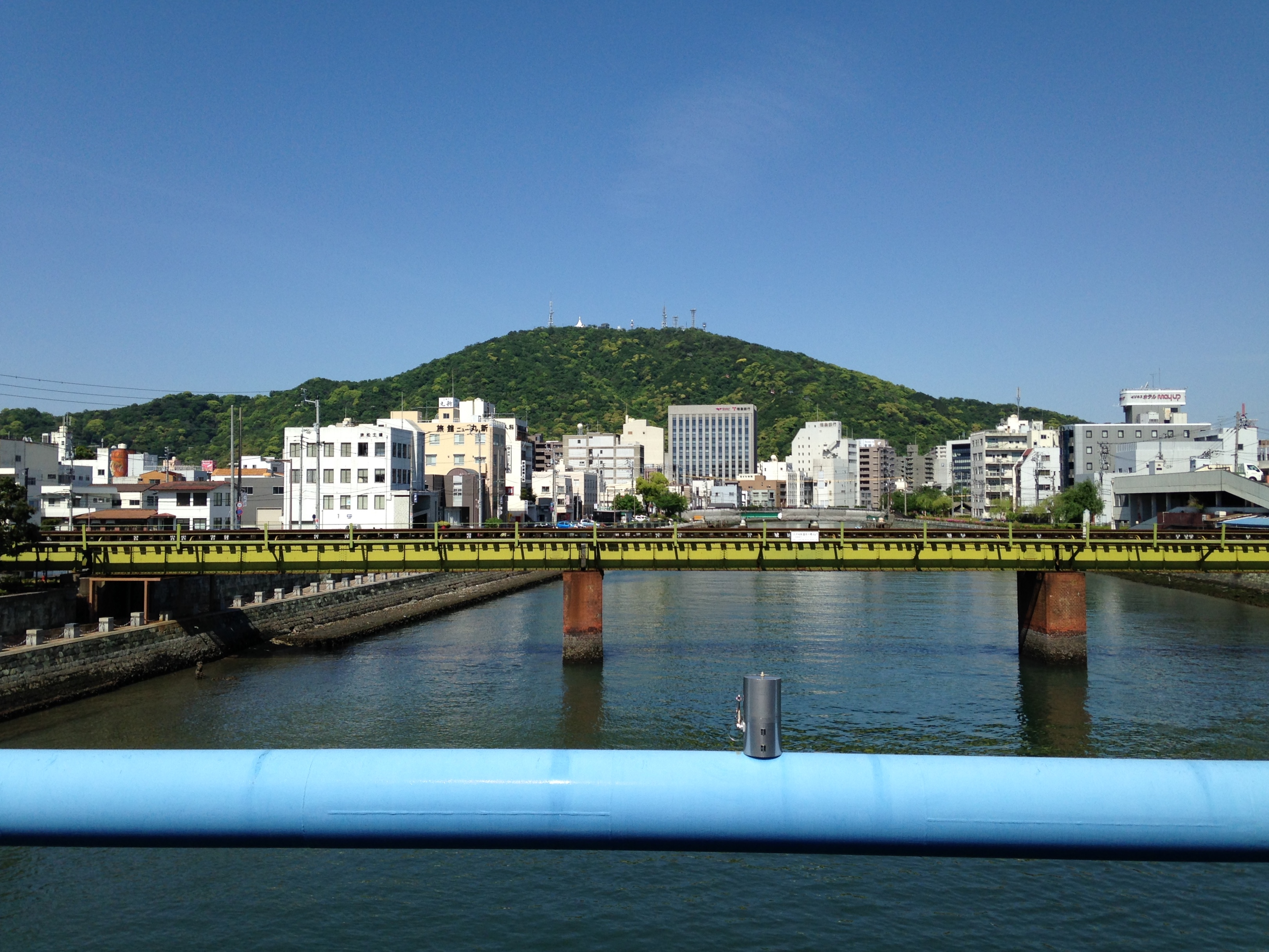
眉山と新町川
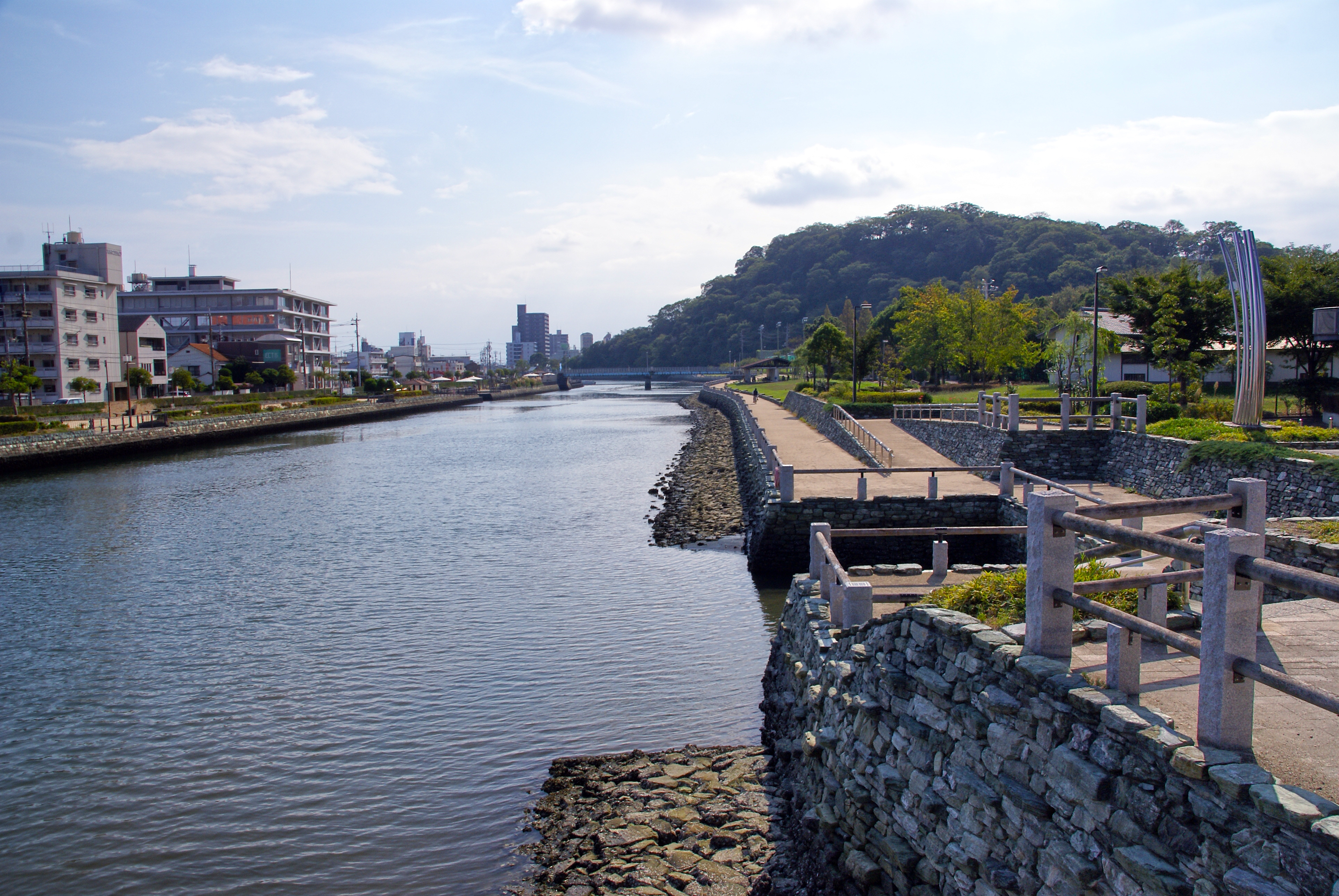
城山と助任川
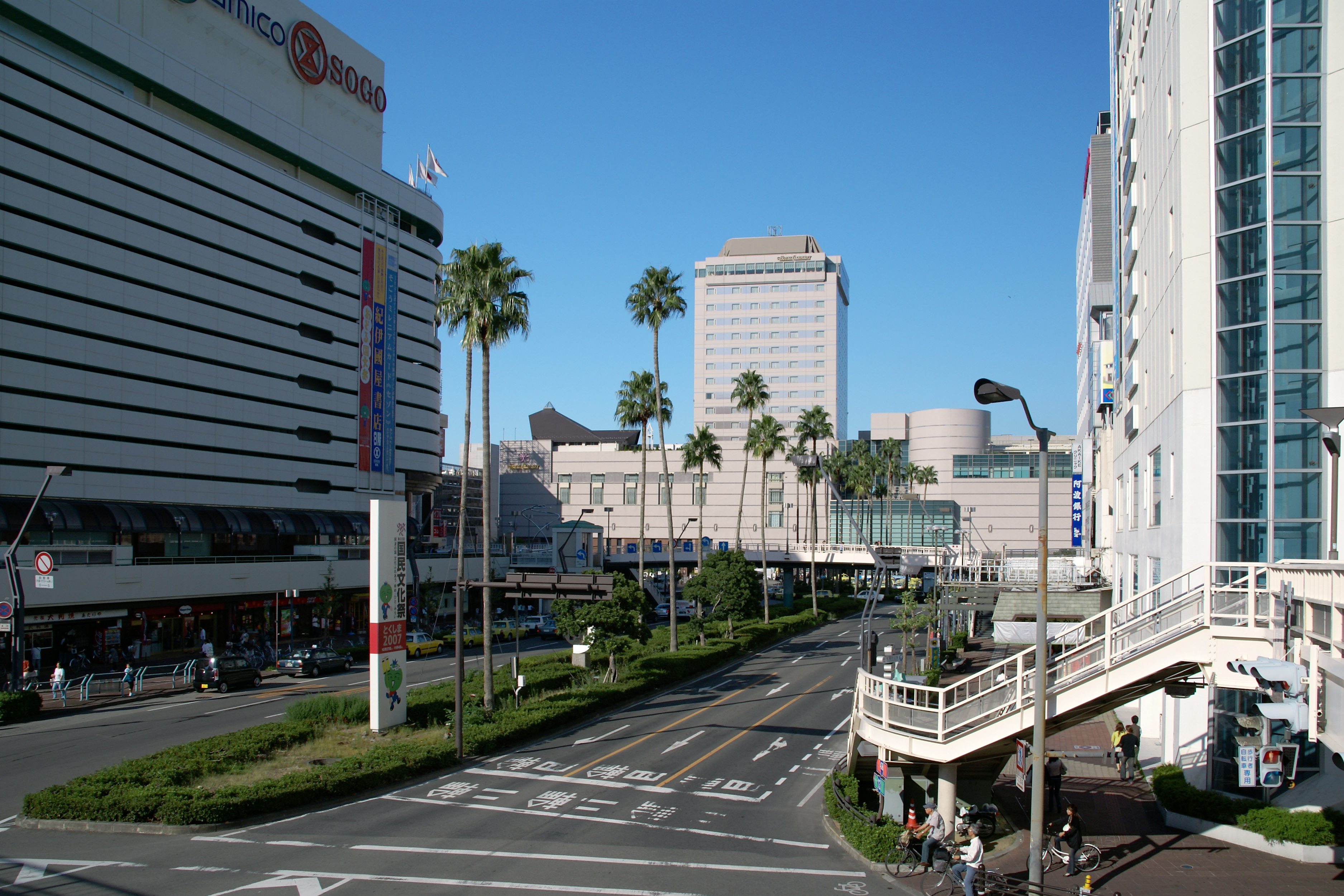
徳島駅前
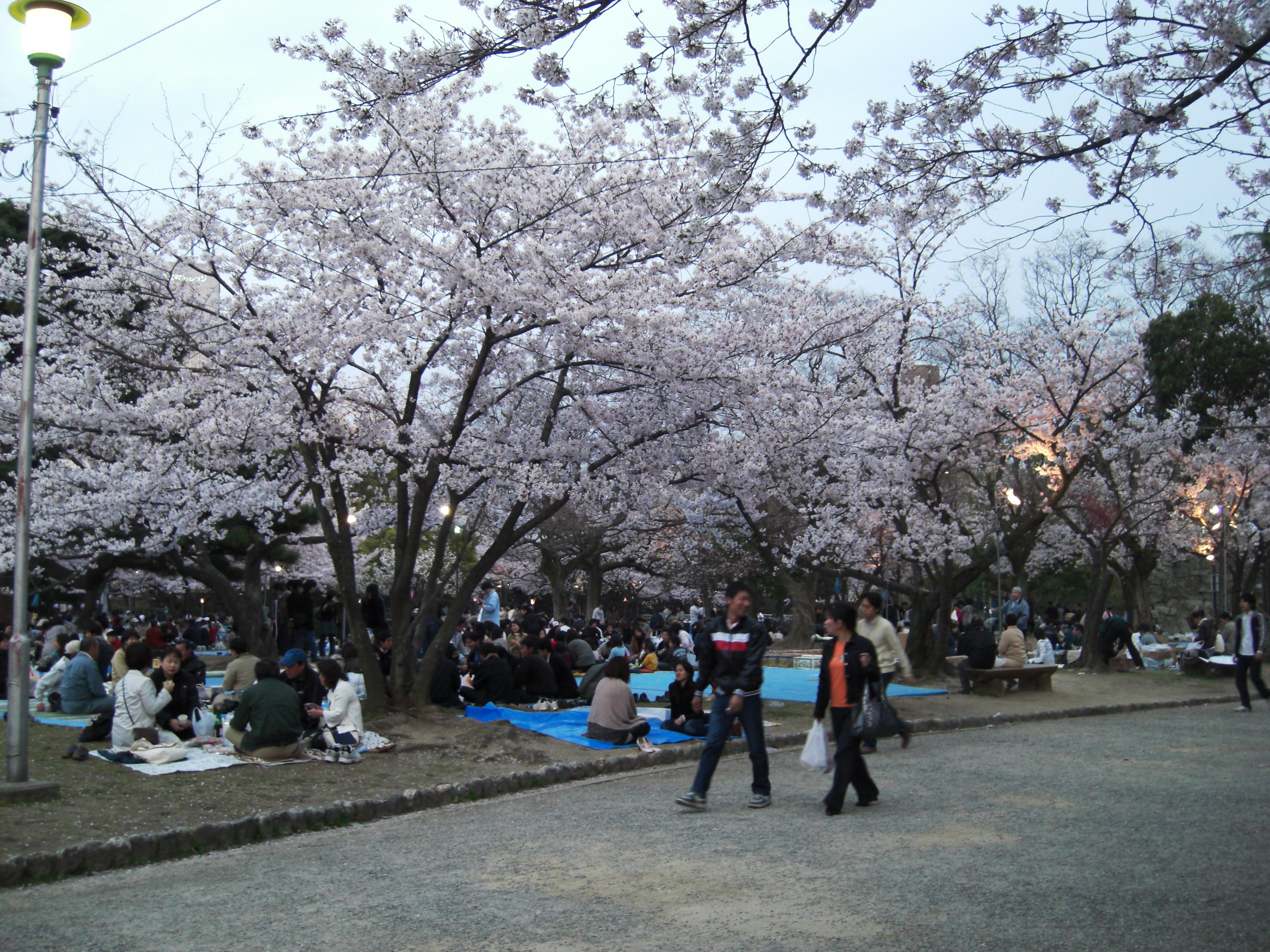
徳島中央公園